# Škoda 100
De Škoda 100 (kortweg Š100) en de krachtiger gemotoriseerde variant Škoda 110 (kortweg Š110) is een personenauto van AZNP (Škoda), die vanaf 1969 de Škoda 1000 MB/1100 MB verving. De belangrijkste vernieuwing was het gescheiden remsysteem met schijfremmen vooraan, daarnaast waren er uiterlijke wijzigingen.

## Geschiedenis
Hoewel de voorganger Škoda 1000 MB verouderd was, verwierp de toenmalige regering een eigentijdse auto met voorin geplaatste motor en achterwielaandrijving. In 1964 was speciaal voor de 1000 MB een fabriek gebouwd, voor een nieuwe auto met de motor voorin zou er uitgebreid geïnvesteerd moeten worden. Dit leek de regering echter oneconomisch. De oude assemblagefabriek van de Octavia was kort voor het einde van de productie afgebrand, de schade werd geschat op 320 miljoen kronen.
De motor en het onderstel van de Š100 kwamen overeen met die van het vorige model. Het grootste verschil waren de Dunlop-schijfremmen aan de voorzijde en een gescheiden remsysteem. Tijdens de productie van de 100/110 waren er verschillende veranderingen die vooral betrekking hadden op het uiterlijk. In 1972 werd de tankvuldop op het voorspatbord die bekend was van de 1000 MB vervangen door een eenvoudige tankklep. CKD-kits werden naar Nieuw-Zeeland geëxporteerd en daar geassembleerd.
Ten opzichte van de 1000 MB was de bagageruimte vergroot, wat bleef was de problematische zijwindgevoeligheid van de auto. Het motorvermogen bleef gelijk of werd voor enkele exportmarkten zelfs verminderd. De lichte constructie leidde in combinatie met de gebrekkige afwerking tot ernstige roestproblemen.
Naast de sedanversie was er de Škoda 110 R, een sportieve coupé die geproduceerd werd in Vrchlabí. De 110 LS had net als de 110 R vier koplampen. Met de sterkste motor bereikte hij een topsnelheid van 140 km/u. Vanaf 1971 was er de Škoda 120S, een sedan met een grotere motor die in de rallyversie, uitgerust met een veiligheidskooi, topsnelheden tot 220 km/u bereikte.
In 1972 bood de toenmalige Nederlandse importeur Englebert uit Voorschoten de 100 aan voor 5996,40 gulden. De 100 L en 110 kostten 6247,20 respectievelijk 6498 gulden.
De miljoenste Škoda sinds opening van de nieuwe productielijnen in de hoofdfabriek in Mladá Boleslav liep in augustus 1973 van de band en werd gepresenteerd op de International Engineering Fair (MSV) in Brno in 1973. Daar was ook een door Giugiaro ontworpen voorwielaangedreven hatchback te zien. Maar de meer op winstgevendheid van de productie dan op technische vooruitstrevendheid geïnspireerde realiteit stelde alle verwachtingen teleur toen in 1976 de Škoda 105/120-serie in productie werd genomen. Uiteindelijk was het weer een vernieuwde versie van de oude 1000 MB.

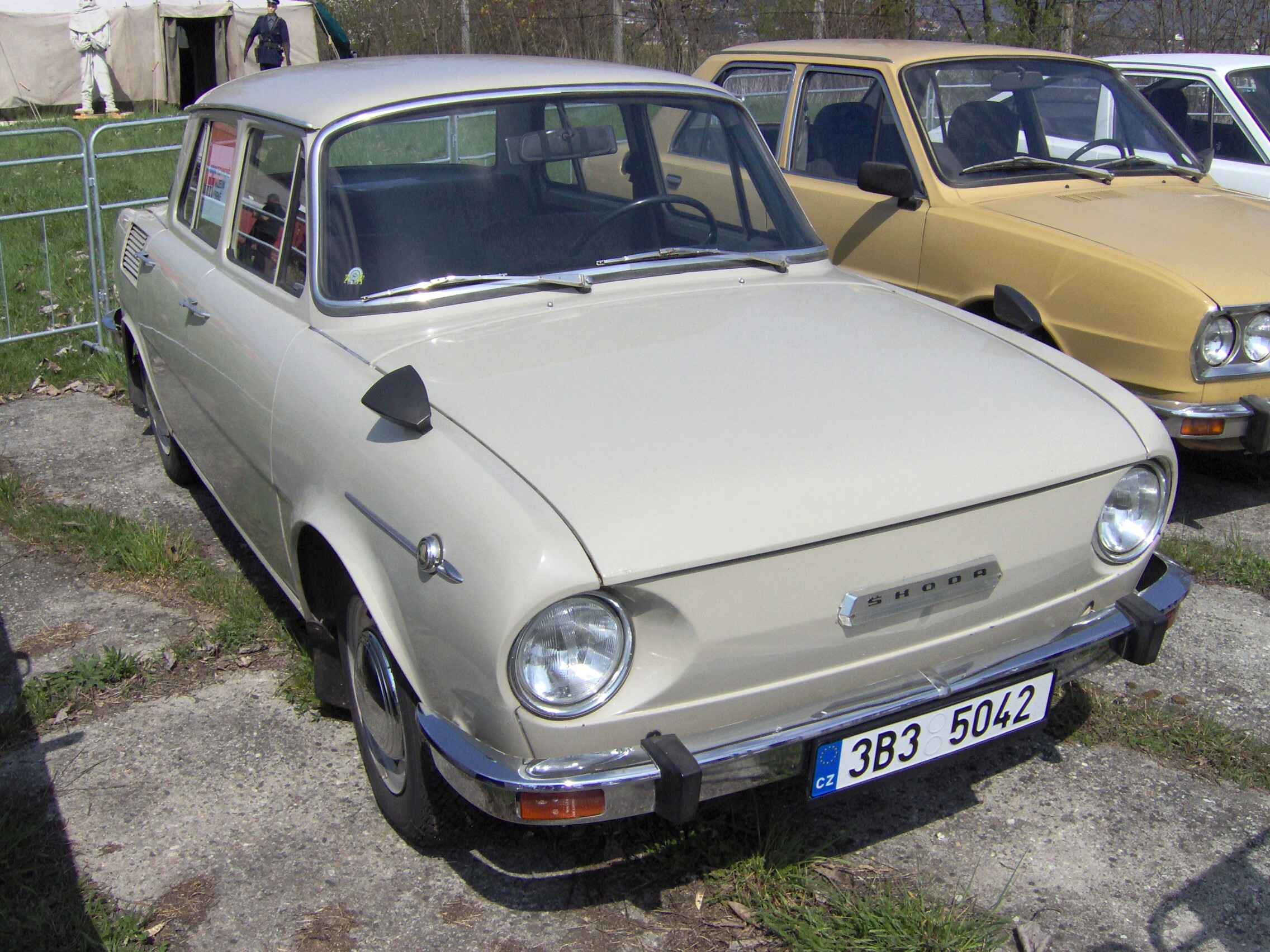
Škoda 100 met tankvuldop van zijn voorganger 1000 MB
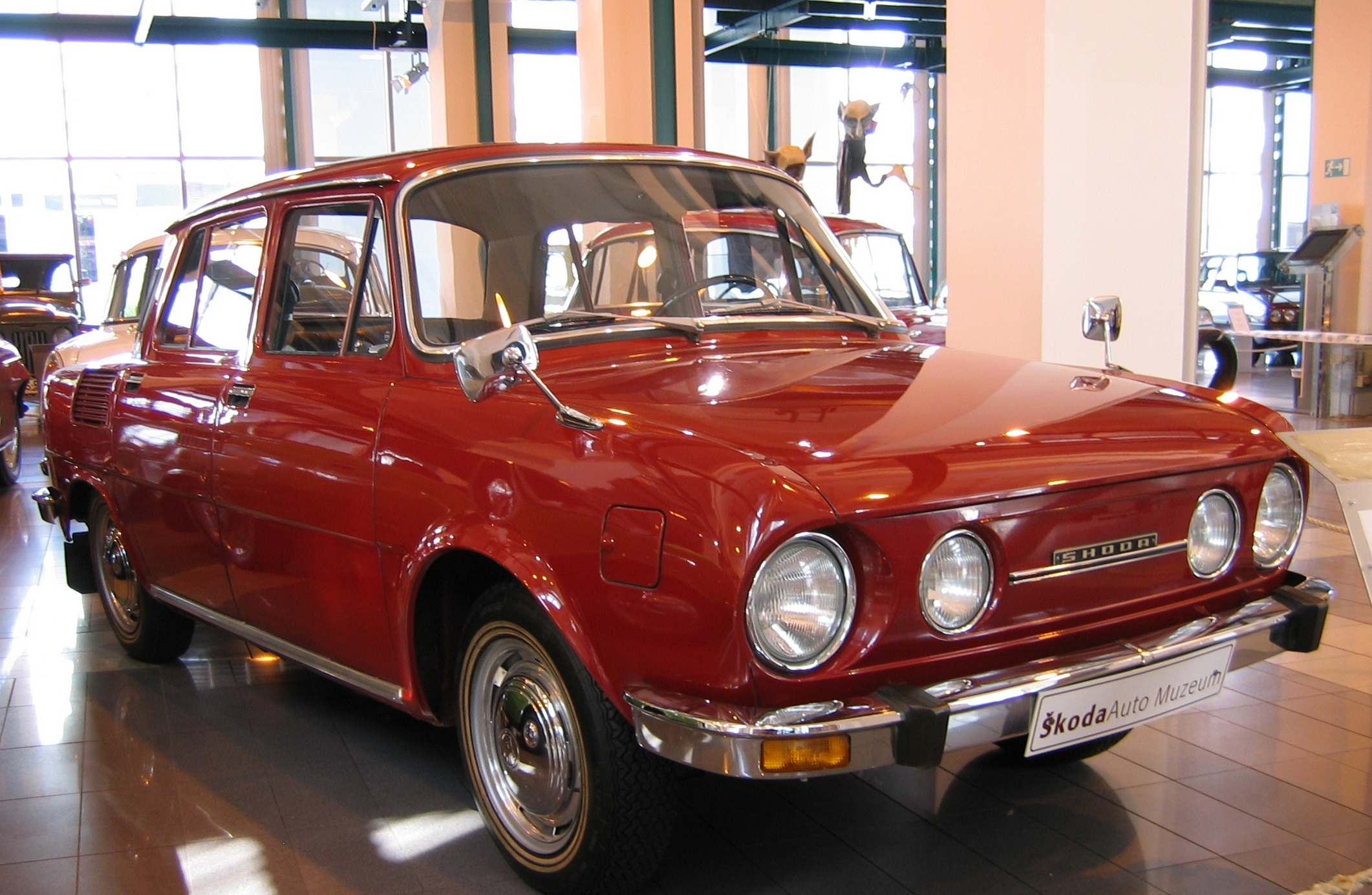
Škoda 110 LS met tankklep en dubbele koplampen
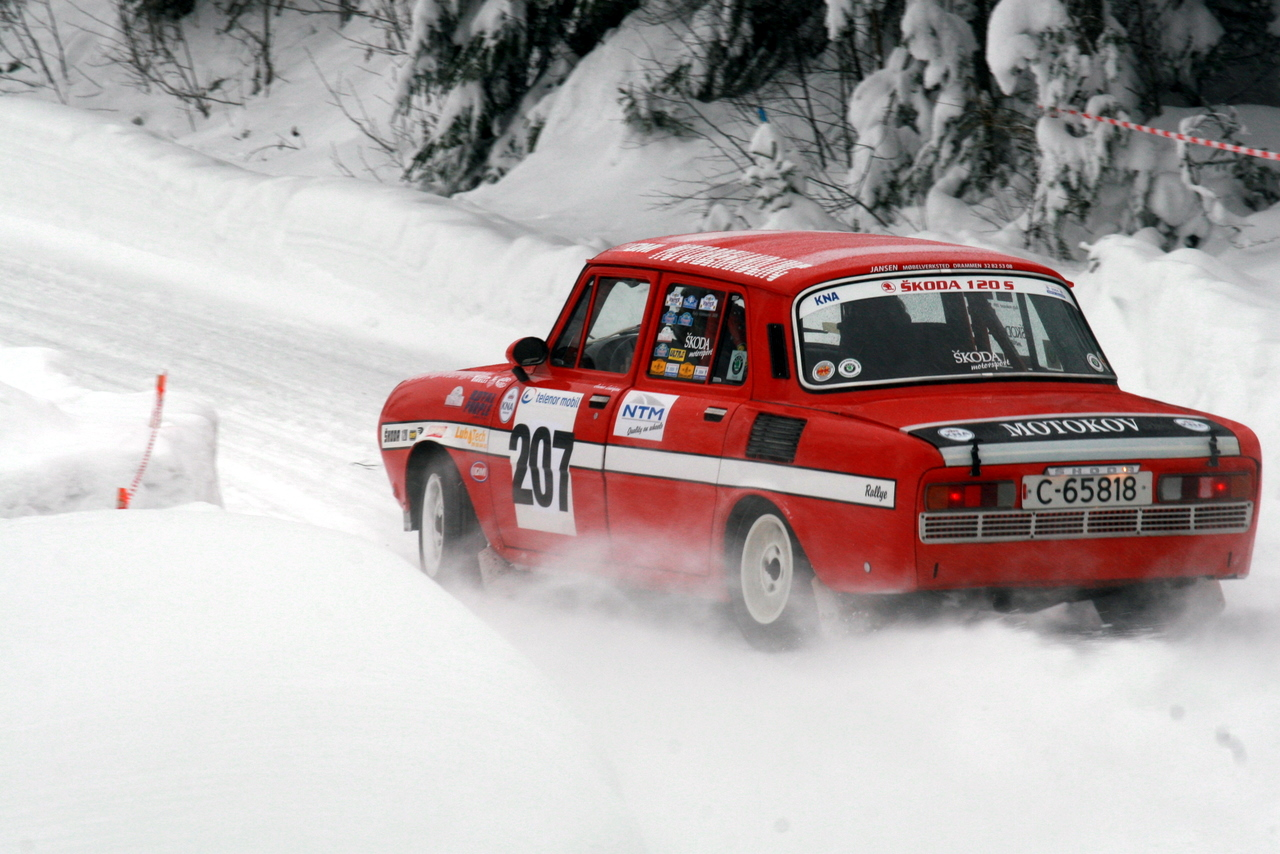
Škoda 120S, de rallyversie